# Барје (језеро)
Језеро Барје је вештачко језеро у подножју планине Кукавице, у близини насеља Вучје, на 30 km узводно од Лесковца. Настало је изградњом насуте бране висине 75 м, са глиненим језгром у периоду између 1984—1989. у клисури реке Ветернице, за водоснабдевање, наводњавање Лесковца и околине, као и за заштиту од поплава.
Максимална запремина је 40.670.000 м3, док је у условима нормалног успора и корисне запремине акумулације за водоснабдевање запремина 26.000.000 м3. Максимална дубина акумулације при условима нормалног успора износи 25 м. Просечна ширина акумулације је око 300 м, а дужина зависно од пуњења варира од 7,1 до 7,5 км.
Природа око језера је очувана, али су обале врло неприступачне и има мало посетилаца. Порибљено је смуђем, девериком, бабушком, штуком, шараном и толстолобиком, а настањују га и клен (који је аутохтона врста), белица, бодорка, бандар и сунчица. Такође, постоји и завидна популација речног рака.